# Noah Crawford
Noah Caleb Crawford (Oklahoma City, 13 de outubro de 1994) é ator e cantor americano. Ele é mais conhecido como Nelson Baxter de seu tempo na Nickelodeon no seriado "How to Rock".

## Vida e carreira
Crawford nasceu na cidade de Oklahoma City, Oklahoma para Rich (que viaja entre Oklahoma e Califórnia durante a execução de um negócio de vendas de animais) e Jennifer Crawford. Ele tem três irmãs mais novas: Hannah, Oliviah e Bellah e uma irmã mais velha Lindsey.
De 2005 a 2009, ele apareceu como Young Earl no seriado "My Name Is Earl" , para o qual ganhou um Young Artist Award nomeação em 2007. Logo depois que ele fez o trabalho de voz para James Rogers (filho do Capitão América e Viúva Negra) nas direct-to-DVD filme Next Avengers: Heroes of Tomorrow. Além disso, ele fez participações na série de televisão Par de Reis e True Jackson VP. Em 2012, Crawford co-estrelou como Nelson Baxter no seriado da Nickelodeon, How to Rock, que foi produzido por uma temporada.

## Filmografia
| Ano          | Séries                            | Papel         | Notas                                                   |
| ------------ | --------------------------------- | ------------- | ------------------------------------------------------- |
| 2005–2009    | My Name Is Earl                   | Young Earl    | Papel recorrente                                        |
| 2006         | Abe & Bruno                       | Shawn         |                                                         |
| 2008         | Happy Holidays                    | Young Kirby   | Cenas deletadas                                         |
| 2008         | Next Avengers: Heroes of Tomorrow | James Rogers  | Voz                                                     |
| 2009         | Land of the Lost                  | Teenager      |                                                         |
| 2010         | The Killer Inside Me              | Mike (at 15)  |                                                         |
| 2010         | Confiar                           | Tyler         |                                                         |
| 2010         | Pair of Kings                     | No-Beard      | Episódio: "Oh Brother, Where Arr Thou?"                 |
| 2011         | True Jackson, VP                  | Stan          | Episódio: "True Mall'"                                  |
| 2012         | How to Rock                       | Nelson Baxter | Elenco principal                                        |
| 2012–present | Figure It Out                     | Himself       | Palestrante (Episódios 10, 14, 26, 35, 37, 45, 46)      |
| 2012         | You Gotta See This                | Himself       | Co-anfitrião com How to Rock co-estrelando Chris O'Neal |
| 2013         | Swindle                           | Griffin Bing  | Papel principal                                         |
| 2014         | Major Crimes                      | Conner        | Episódio: "Sweet Revenge"                               |
| 2015         | K.C. Undercover                   | Gabriel       | Episódio: "K.C. and the Vanishing Lady"                 |
| 2015         | Criminal Minds                    | Matt Franks   | Episódio: "Pariahville"                                 |

## Prêmios e nomeações
| Ano  | Prêmio             | Categoria             | Trabalho        | Resultado |
| ---- | ------------------ | --------------------- | --------------- | --------- |
| 2007 | Young Artist Award | Recurring Young Actor | My Name Is Earl | Indicado  |